# Гранат-2

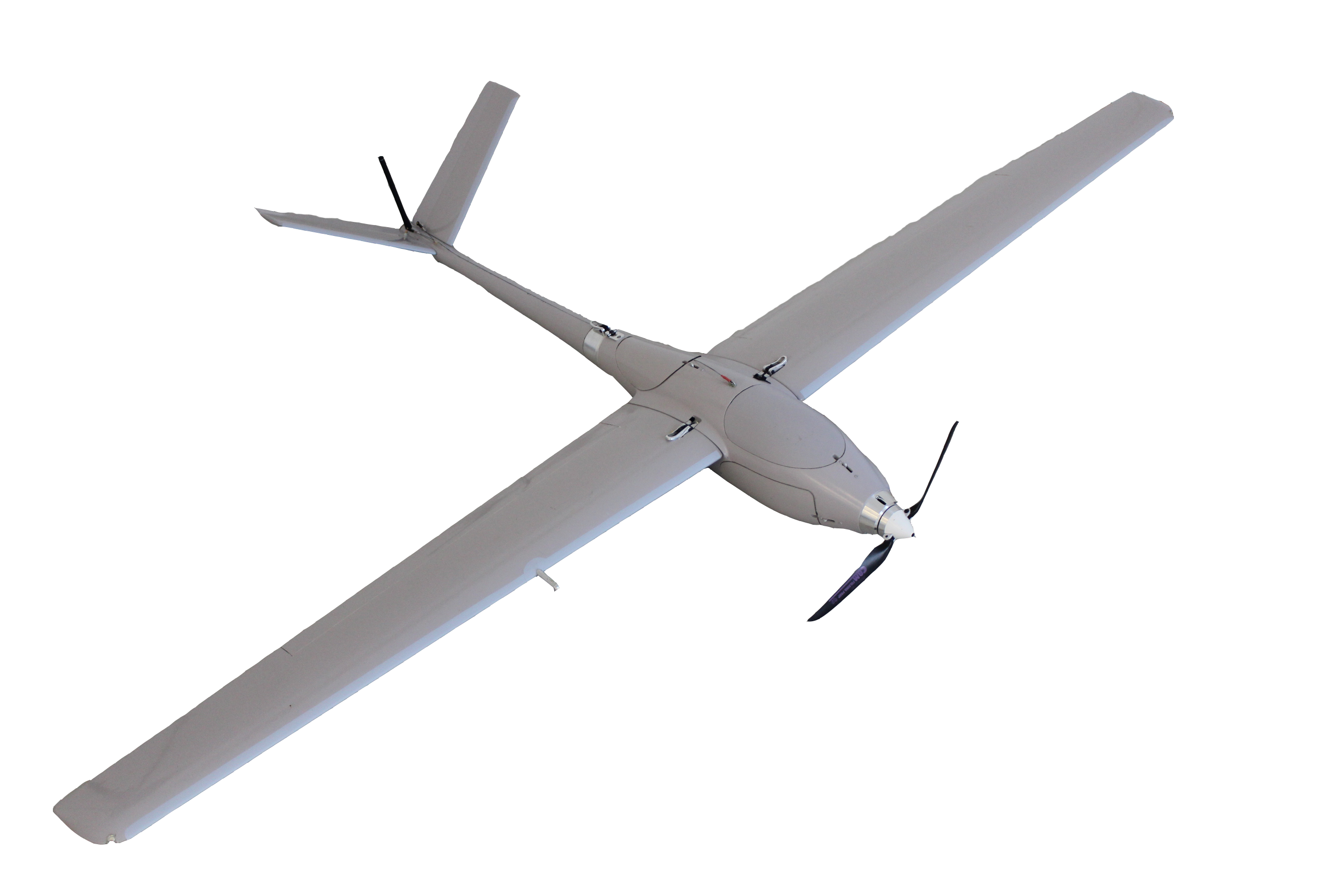

Гранат-2 - российский БПЛА, предназначенный для ведения ближней разведки, используется ВС РФ

## Описание
Дрон предназначен для ведения наблюдения с помощью фото- и видеоаппаратуры в видимом и инфракрасном диапазонах на расстоянии 15-20 км. Летательный аппарат разработала компания  "Ижмаш -  Беспилотные Системы". Первая публичная демонстрация нового беспилотника на выставке в Алабино в 2013 году. При его конструировании был учтён опыт конструирования БПЛА Груша. БПЛА Гранат-2 используется в российском комплексе  корректировки огня артиллерии "Наводчик-2". Система прошла в ходе учений артиллерийских частей Центрального военного округа осенью 2014 года.
Гранат-2 входит в комплекс Наводчик-2, который также включает в себя ещё два БПЛА из серии "Гранат", наземную станцию управления, транспортировочный контейнер, комплект запасных аккумулятор и комплект запасных частей. Весь комплекс весит 19,5 кг и управляется расчётом из двух человек, время подготовки дрона к полёта составляет не более 5 минут. Полная презентация комплекса состоялась на Международном военно-техническом форуме "Армия-2019".

## Боевое применение
Использовался пророссийскими сепаратистами в ходе войны в Донбассе. В январе 2019 года Вооружённые Силы Украины захватил беспилотник Гранат-2 вместе с комплексом Наводчик-2. Беспилотники Гранат-2 принимают участие в Российском вторжении на Украину с февраля 2022 года.